# Прильопа Владислав Романович
Владислав Романович Прильопа (нар. 2 березня 2000) — український футболіст, нападник.

## Біографія
Народився 2 березня 2000 року. У чемпіонаті ДЮФЛ виступав за команди: УФК (Дніпро) і «Прем'єр-Нива» (Вінниця).
У «Чорноморці» - з серпня 2017 року.
25 вересня 2019 року дебютував за першу команду «моряків» в матчі Кубку України 2019/20 проти клубу «Миколаїв», коли він вийшов у стартовому складі.

## Статистика
| Сезон   | Клуб                    | Ліга         | Чемпіонат | Чемпіонат | Кубок | Кубок | Першість дублерів | Першість дублерів |
| Сезон   | Клуб                    | Ліга         | Ігри      | Голи      | Ігри  | Голи  | Ігри              | Голи              |
| ------- | ----------------------- | ------------ | --------- | --------- | ----- | ----- | ----------------- | ----------------- |
| 2017/18 | «Чорноморець» (Одеса)   | Прем'єр-ліга | 0         | 0         | 0     | 0     | 12                | 2                 |
| 2018/19 | «Чорноморець» (Одеса)   | Прем'єр-ліга | 0         | 0         | 0     | 0     | 24                | 5                 |
| 2019/20 | «Чорноморець-2» (Одеса) | Друга ліга   | 17        | 5         | 0     | 0     | 0                 | 0                 |
| 2019/20 | «Чорноморець» (Одеса)   | Перша ліга   | 0         | 0         | 1     | 0     | 0                 | 0                 |

## Титули і досягнення
- Володар Суперкубка Киргизстану: 2023